# Rabbinat Fegersheim
Das Rabbinat Fegersheim war ein zum 1. Juli 1844 geschaffener Rabbinatsbezirk (französisch circonscription rabbinique) in Fegersheim, einer französischen Gemeinde im Département Bas-Rhin im Elsass. Nach dem Zweiten Weltkrieg, als keine neue jüdische Gemeinde in Fegersheim mehr entstand, wurde das Rabbinat nach Erstein verlegt.

## Gesetz vom 25. Mai 1844
Das Gesetz vom 25. Mai 1844, das die Statuten der jüdischen Religionsgemeinschaft („Règlement pour l'organisation du culte israélite“) in Frankreich festlegte, bestimmte die Schaffung des Rabbinatsbezirks Fegersheim.

## Zusammensetzung
Zum 1. Juli 1844 wurden folgende jüdische Gemeinden zum Rabbinat Fegersheim zusammengeschlossen:
- Erstein
- Illkirch
- Plobsheim

## Rabbiner
Rabbiner in Fegersheim waren: 
- 1834 bis 1874: Alexander (Alexandre) Aron, alias Süsskind de Fegersheim (geb. 29. Juli 1797 in Soultz-sous-Forêts; gest. 1. August 1874 Fegersheim)
- 1875 bis 1886: Félix Blum
- 1887: Salomon Singer
- 1889 bis 1891: Isaak (Isidore) Dreyfuss
- 1892 bis 1897: Ernst (Ernest) Weil (Weill)
- 1899 bis 1905: Lucian Uhry (geb. 26. Juli 1872 in Ingwiller; gest. August 1951 in Mulhouse)
- um 1906: Edmund Weill, später Rabbiner in Erstein